# リチャード・ブラントン

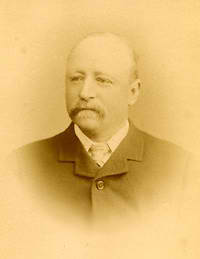
リチャード・ブラントン

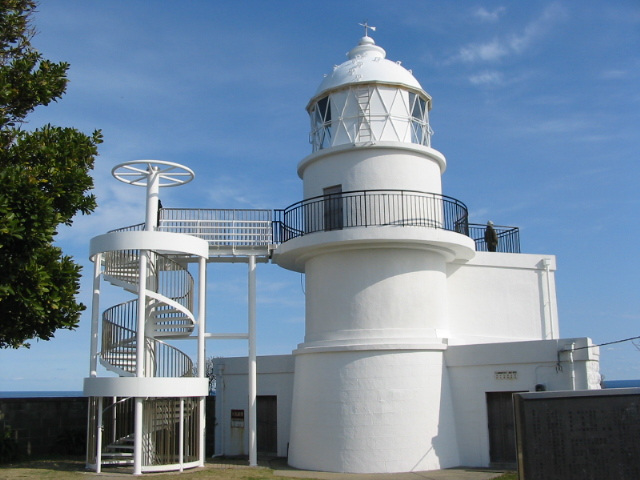
樫野埼灯台、最初期の灯台

リチャード・ヘンリー・ブラントン（Richard Henry Brunton, 1841年12月26日 - 1901年4月24日）は、イギリスのスコットランド出身の土木技術者で、明治政府に灯台建設主任技術者として雇われ、明治初期の灯台建設を指揮した。勤務していた7年6ヶ月の間に灯台26（下記の一覧参照）、灯竿5（根室、石巻、青森、横浜西波止場2）、灯船2（横浜港、函館港）などを設計した。このため「日本の灯台の父」と讃えられている。

## 生涯
1841年12月、英国沿岸警備隊の子としてスコットランドのアバディーンシャー州キンカーデン郡に誕生。鉄道会社の技術助手として鉄道工事に関わっていたところ、英国商務省とスティーヴンソン事務所を介した日本政府の灯台建設技術者募集に応募し、1868年（慶応4年）2月24日に技師長に採用された。技師補選考ではマクヴェインとブランデルが採用され、出発にあたり、スティーヴンソン事務所で3ヶ月間の技術研修を受けた。
1868年（慶応4年）8月、妻子及び技師補2人を伴って来日した。スティーヴンソン事務所の支援を受けながら、1876年（明治9年）までの8年間の日本滞在中に、和歌山県串本町の樫野崎灯台を皮切りに26の灯台、5箇所の灯竿、2艘の灯船などの建設を指揮し、日本における灯台体系の基礎を築き上げた。また灯台技術者を育成するための「修技校」を設け、後継教育にも心血を注いだ。

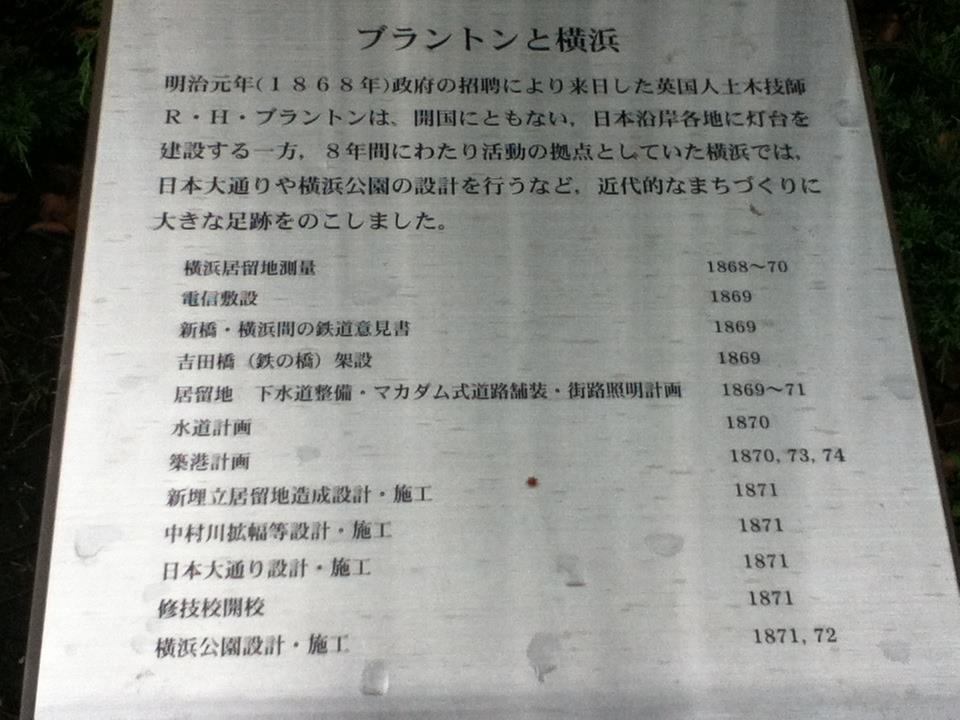
ブラントンと横浜

灯台以外でも、ブラントンは多くの功績を草創期の近代日本にもたらしている。日本初の電信架設（1869年、東京・築地 - 横浜間）のほか、幕府が設計した横浜居留地の日本大通などに西洋式の舗装技術を導入し街路を整備した。また、鉄道建設についての意見書を提出し、ローウェンホルスト・ムルデルらとともに大阪港や新潟港の築港計画に関しても意見書を出している。ほか、横浜公園の設計も委任された。
ブラントンは1876年3月、燈台寮を退職し帰国した。英国で彼は、論文「日本の灯台 (Japan Lights) 」を英国土木学会に発表、賞賛を受けた。その後、建設業を営んだ。晩年、仕事の合間に書きためた原稿「ある国家の目覚め―日本の国際社会加入についての叙述とその国民性についての個人的体験記」をまとめ終えると、程なく世を去った。1901年（明治34年）、59歳没。

## ブラントンが設計した日本の主な灯台
地名はいずれも2005年現在のもの。北から南の順。注記が無い限り、建物は現存する。初点灯日は新暦で表示した。
| 名称         | 所在地                 | 構造       | 点灯日                                   | 備考                                                                                           |
| ------------ | ---------------------- | ---------- | ---------------------------------------- | ---------------------------------------------------------------------------------------------- |
| 納沙布岬灯台 | 北海道根室市           | 当時は木造 | 1872年8月15日                            |                                                                                                |
| 尻屋埼灯台   | 青森県下北郡東通村     | 煉瓦造     | 1876年10月20日                           | 国の重要文化財。                                                                               |
| 金華山灯台   | 宮城県石巻市           | 石造       | 1876年11月1日                            |                                                                                                |
| 犬吠埼灯台   | 千葉県銚子市           | 煉瓦造     | 1874年11月15日                           | 国の重要文化財。                                                                               |
| 羽田灯台     | 東京都大田区           | 鉄造       | 1875年3月15日                            | 現在は廃灯                                                                                     |
| 剱埼灯台     | 神奈川県三浦市         | 当時は石造 | 1871年3月1日                             | 江戸条約による灯台                                                                             |
| 神子元島灯台 | 静岡県下田市           | 石造       | 1871年1月1日                             | 江戸条約による灯台                                                                             |
| 石廊埼灯台   | 静岡県賀茂郡南伊豆町   | 当時は木造 | 1871年10月5日                            |                                                                                                |
| 御前埼灯台   | 静岡県御前崎市         | 煉瓦造     | 1874年5月1日                             | 国の重要文化財。                                                                               |
| 菅島灯台     | 三重県鳥羽市           |            | 1873年7月1日                             | 煉瓦造灯台としては現役では最古。退息所は明治村に移設保存。灯台・旧退息所ともに国の重要文化財。 |
| 安乗埼灯台   | 三重県志摩市           | 当時は木造 | 1872年9月1日 仮点灯 1873年4月1日 初点灯  | 現在は船の科学館に移設保存。                                                                   |
| 天保山灯台   | 大阪市港区             | 木造       | 1872年10月1日                            | 現在は廃灯                                                                                     |
| 和田岬灯台   | 神戸市須磨区           | 鉄造       | 初点灯は1872年10月1日                    | 1963年に廃灯。大坂条約による灯台。現在は須磨海浜公園に移設保存（登録有形文化財）。             |
| 江埼燈台     | 兵庫県淡路市           | 石造       | 1871年6月14日                            | 大坂条約による灯台。退息所は四国村に移築。国の重要文化財。                                     |
| 樫野埼灯台   | 和歌山県東牟婁郡串本町 |            | 1870年7月8日                             | 江戸条約による灯台                                                                             |
| 潮岬灯台     | 和歌山県東牟婁郡串本町 | 木造       | 1870年7月8日 仮点灯 1873年9月15日 初点灯 | 江戸条約による灯台                                                                             |
| 友ヶ島灯台   | 和歌山県和歌山市       | 石造       | 1872年8月1日                             | 大坂条約による灯台                                                                             |
| 六連島灯台   | 山口県下関市           | 石造       | 1872年1月1日                             | 大坂条約による灯台。国の重要文化財。                                                           |
| 角島灯台     | 山口県下関市           | 石造       | 1876年3月1日                             | 日本での最後の仕事。国の重要文化財。                                                           |
| 釣島灯台     | 愛媛県松山市           | 石造       | 1873年6月15日                            |                                                                                                |
| 鍋島灯台     | 香川県坂出市           | 石造       | 1872年12月15日                           | 退息所は四国村に移築。国の重要文化財。                                                         |
| 部埼灯台     | 福岡県北九州市         | 石造       | 1872年3月1日                             | 大坂条約による灯台。国の重要文化財。                                                           |
| 白州灯台     | 福岡県北九州市         | 当時は石造 | 1873年9月1日                             |                                                                                                |
| 烏帽子島灯台 | 福岡県糸島市           | 鉄造       | 1875年8月1日                             |                                                                                                |
| 伊王島灯台   | 長崎県長崎市伊王島     | 当時は鉄造 | 1871年9月14日                            | 江戸条約による灯台                                                                             |
| 佐多岬灯台   | 鹿児島県肝属郡南大隅町 | 鉄造       | 1871年11月30日                           | 江戸条約による灯台                                                                             |

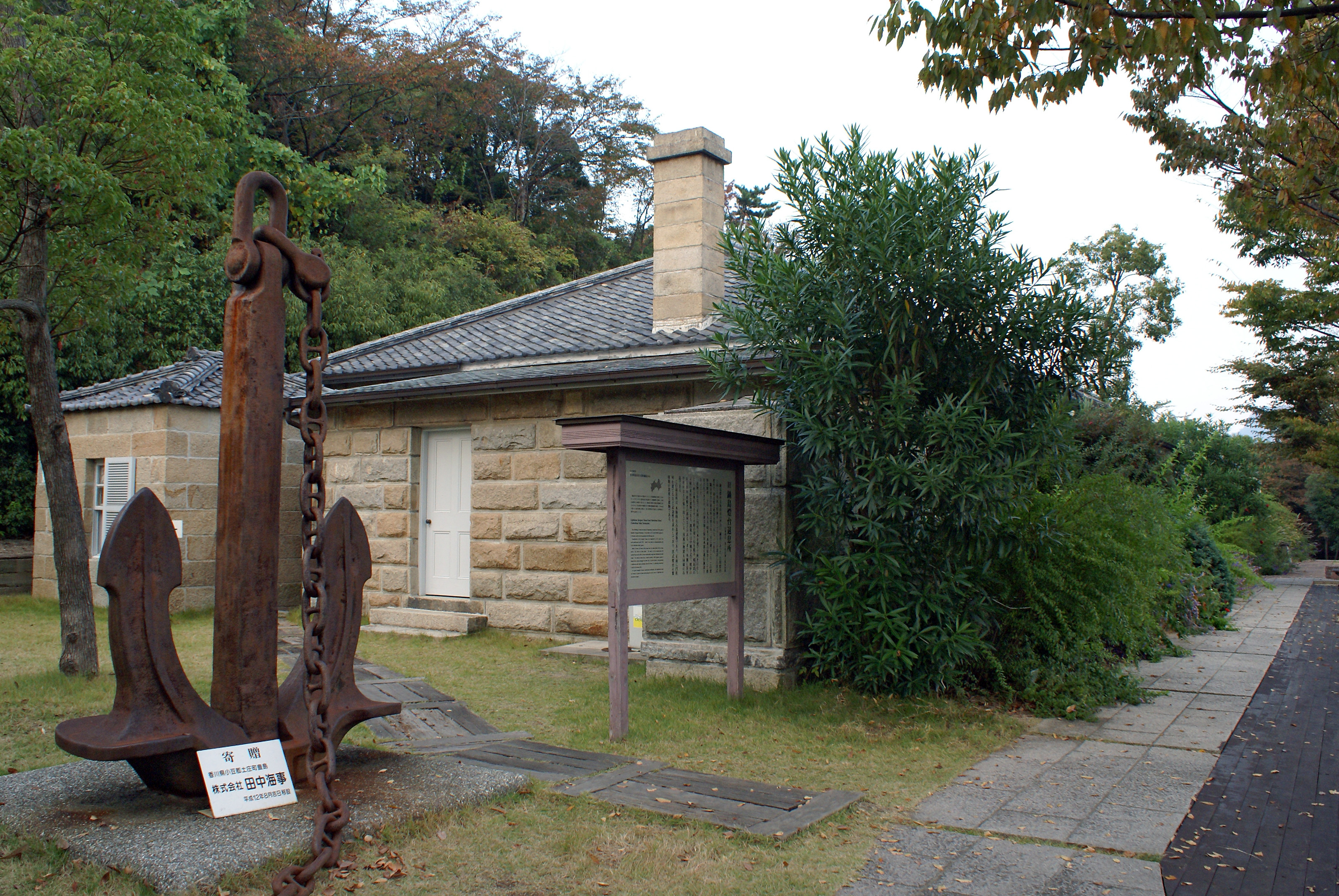
四国村の旧鍋島燈台退息所
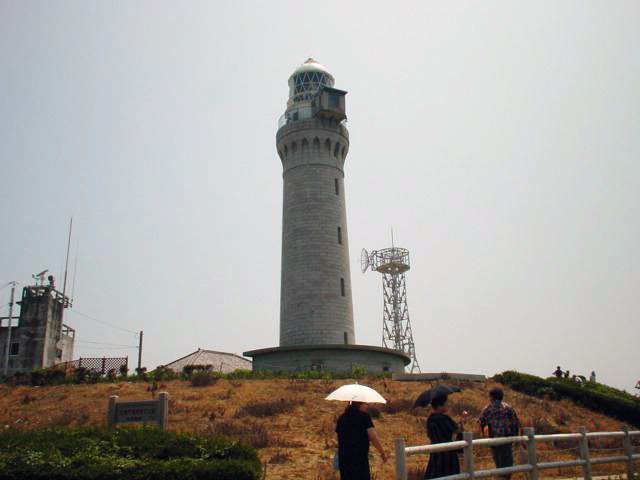
ブラントンの日本での最後の仕事となった角島灯台

## 登場する作品
小説『ライツ・オン！ 明治灯台プロジェクト』 土橋章宏  （筑摩書房 2014年 ISBN 9784480816764）リチャード・ブラントンが伊王島灯台を建設する過程が描かれている。